# Gmina Sallingsund
Gmina Sallingsund (duń. Sallingsund Kommune) – w latach 1970–2006 (włącznie) jedna z gmin w Danii w ówczesnym okręgu Vibirg Amt. 
Siedzibą władz gminy było miasto Roslev. 
Gmina Sallingsund została utworzona 1 kwietnia 1970 na mocy reformy podziału administracyjnego Danii. Po kolejnej reformie w 2007 r. weszła w skład nowej gminy Skive.

## Dane liczbowe
- Liczba ludności: (♀ 3089 + ♂ 2994) = 6083
  - wiek 0-6: 7,7%
  - wiek 7-16: 14,7%
  - wiek 17-66: 61,4%
  - wiek 67+: 16,1%
- zagęszczenie ludności: 61,4 osób/km²
- bezrobocie: 4,6% osób w wieku 17-66 lat
- cudzoziemcy z UE, Skandynawii i USA: 48 na 10 000 osób
- cudzoziemcy z krajów Trzeciego Świata: 158 na 10 000 osób
- liczba szkół podstawowych: 4 (liczba klas: 45)